# Luyego
Luyego è un comune spagnolo di 943 abitanti situato nella comunità autonoma di Castiglia e León.